# Kylie Minogue: Artist Collection
Kylie Minogue: Artist Collection je kompilacijski album australske pjevačice Kylie Minogue. Objavljen je pod diskografskom kućom BMG International 20. rujna 2004. godine u Ujedinjenom Kraljevstvu. Na albumu su pjesme s Minogueinih albuma Kylie Minogue iz 1994. godine i Impossible Princess iz 1997. godine kao i nepoznate B-strane pjesama. 

## Popis pjesama
1. "Confide in Me (master mis) (S. Anderson/D. Seaman/O. Barton) – 5:51
2. "Limbo" (K. Minogue/D. Ball/I. Vauk) – 4:06
3. "Breathe" (radijski edit) (K. Minogue/D. Ball/I. Vauk) – 3:39
4. "Automatic Love" (G. Mallozzi/M. Sabiu/K. Minogue/I. Humpe) – 4:46
5. "Dangerous Game" (dangerous uvod) (S. Anderson/D. Seaman) – 1:20
6. "Too Far" (K. Minogue) – 4:43
7. "Dangerous Game" (S. Anderson/D. Seaman) - 5:30 only in the Brazilian edition
8. "Put Yourself in My Place" (J. Harry) – 4:54
9. "Did It Again" (singl inačica) (K. Minogue/S. Anderson/D. Seaman) – 4:15
10. "Take Me With You" (S. Anderson/D. Seaman) – 9:10
11. "Love Takes Over Me" (K. Minogue/S. Anderson/D. Seaman) – 4:19
12. "Where Is the Feeling?" (akustična inačica) (W. Smarties/J. Hannah) – 4:51
13. "Cowboy Style" (K. Minogue/S. Anderson/D. Seaman) – 4:44
14. "Dreams" (K. Minogue/S. Anderson/D. Seamam) – 3:44